# Élections municipales de 2023 à Barcelone
Les élections municipales de 2023 à Barcelone (en espagnol : elecciones municipales de 2023 en Barcelona) se tiennent le dimanche 28 mai 2023, afin d'élire les 41 conseillers municipaux de Barcelone pour un mandat de quatre ans.

## Mode de scrutin

### Conditions de candidature
Peuvent présenter des candidatures, : 
- les partis et fédérations de partis inscrits auprès des autorités ;
- les coalitions de partis et/ou fédérations inscrites auprès de la commission électorale au plus tard dix jours après la convocation du scrutin ;
- et les électeurs de la commune, s'ils représentent au moins 8 000 parrainages.

### Répartition des sièges
Le nombre de conseillers municipaux est établi en fonction de la population de la commune. Les communes de plus de 100 001 habitants comptent 25 conseillers et un conseiller supplémentaire pour 100 000 habitants ou fraction, ainsi qu'un conseiller supplémentaire si le total de conseillers municipaux constitue un nombre pair. Barcelone comptant officiellement 1 636 193 habitants recensés à la fin de l'année 2022, elle dispose de 41 conseillers municipaux.
Seules les listes ayant recueilli au moins 5 % des suffrages valides — qui constitue le total des suffrages exprimés et des bulletins blancs — peuvent participer à la répartition des sièges à pourvoir dans cette même circonscription, qui s'organise en suivant différentes étapes : 
- les listes sont classées en une colonne par ordre décroissant du nombre de suffrages obtenus ;
- les suffrages de chaque liste sont divisés par 1, 2, 3... jusqu'au nombre de députés à élire afin de former un tableau ;
- les mandats sont attribués selon l'ordre décroissant des quotients ainsi obtenus[5],[6],[7].

### Élection du maire
Le maire est élu par le conseil municipal, parmi les conseillers municipaux ayant occupé la première place de leurs listes respectives. Est élu maire celui qui recueille le soutien de la majorité absolue des conseillers. Si aucun candidat n'atteint cette majorité, le conseiller municipal ayant occupé la première place de la liste qui a recueilli le plus grand nombre de suffrages est proclamé maire.

## Campagne

### Principales listes
| Force politique | Force politique                                                              | Force politique        | Idéologie                                                                       | Tête de liste                       | Résultats en 2019       |
| --------------- | ---------------------------------------------------------------------------- | ---------------------- | ------------------------------------------------------------------------------- | ----------------------------------- | ----------------------- |
|                 | Gauche républicaine de Catalogne (ca) Esquerra Republicana de Catalunya      | ERC                    | Gauche à centre gauche Catalanisme, social-démocratie, républicanisme           | Ernest Maragall                     | 21,4 % des voix 10 élus |
|                 | Barcelone en commun (ca) Barcelona en Comú                                   | BComù                  | Gauche Progressisme, catalanisme, populisme                                     | Ada Colau (Maire)                   | 20,7 % des voix 10 élus |
|                 | Parti des socialistes de Catalogne (ca) Partit dels Socialistes de Catalunya | PSC                    | Centre gauche Social-démocratie, progressisme, catalanisme                      | Jaume Collboni (Ex-premier adjoint) | 18,4 % des voix 8 élus  |
|                 | Ensemble pour la Catalogne (ca) Junts per Catalunya                          | Junts                  | Centre droit à droite Indépendantisme, populisme, souverainisme                 | Xavier Trias (Ex-maire)             | 10,5 % des voix 5 élus  |
|                 | Valents (fr) Vaillants                                                       | Valents (fr) Vaillants | Centre droit à droite Constitutionnalisme, libéralisme, conservatisme           | Eva Parera (ca)                     | En coalition 3 élus     |
|                 | Ciutadans (fr) Citoyens                                                      | Cs                     | Centre droit à droite Libéralisme, réformisme, unionisme                        | Anna Grau                           | En coalition 3 élus     |
|                 | Parti populaire (es) Partido Popular (ca) Partit Popular                     | PP                     | Centre droit à droite Libéral-conservatisme, démocratie chrétienne, unionisme   | Daniel Sirera                       | 5,0 % des voix 2 élus   |
|                 | Candidature d'unité populaire (ca) Candidatura d'Unitat Popular              | CUP                    | Gauche à extrême gauche Indépendantisme, socialisme, féminisme                  | Basharat Changue (ca)               | 3,9 % des voix 0 élu    |
|                 | Vox                                                                          | Vox                    | Droite radicale à extrême droite Néo-franquisme, centralisme, ultranationalisme | Gonzalo de Oro                      | 1,2 % des voix 0 élu    |

## Résultats
|                        |                                                         |           |       |       |        |               |  |  |  |  |  |  |  |  |
| Parti                  | Parti                                                   | Voix      | %     | +/-   | Sièges | +/-           |  |  |  |  |  |  |  |  |
|                        | Ensemble pour la Catalogne (Junts)                      | 149 479   | 22,45 | 11,94 | 11     | 6             |  |  |  |  |  |  |  |  |
|                        | Parti des socialistes de Catalogne (PSC)                | 131 923   | 19,82 | 1,41  | 10     | 2             |  |  |  |  |  |  |  |  |
|                        | Barcelone en commun (BComù)                             | 131 581   | 19,76 | 0,98  | 9      | 1             |  |  |  |  |  |  |  |  |
|                        | Gauche républicaine de Catalogne (ERC)                  | 74 804    | 11,24 | 10,13 | 5      | 5             |  |  |  |  |  |  |  |  |
|                        | Parti populaire (PP)                                    | 61 362    | 9,22  | 4,21  | 4      | 2             |  |  |  |  |  |  |  |  |
|                        | Vox                                                     | 37 990    | 5,71  | 4,55  | 2      | 2             |  |  |  |  |  |  |  |  |
|                        | Candidature d'unité populaire (CUP)                     | 25 213    | 3,79  | 0,10  | 0      | en stagnation |  |  |  |  |  |  |  |  |
|                        | Valents                                                 | 15 407    | 2,31  | -     | 0      | 3             |  |  |  |  |  |  |  |  |
|                        | Ciutadans (Cs)                                          | 7 234     | 1,09  | -     | 0      | 3             |  |  |  |  |  |  |  |  |
|                        | Barcelone, c’est toi (BCN ets tú)                       | 7 196     | 1,08  | 1,08  | 0      | en stagnation |  |  |  |  |  |  |  |  |
|                        | Parti animaliste contre la maltraitance animale (PACMA) | 7 151     | 1,07  | 0,25  | 0      | en stagnation |  |  |  |  |  |  |  |  |
|                        | Les Verts-Alternative verte (EV-AV)                     | 2 258     | 0,34  | Nv.   | 0      | en stagnation |  |  |  |  |  |  |  |  |
|                        | Sièges en blanc (EB)                                    | 1 703     | 0,26  | 0,20  | 0      | en stagnation |  |  |  |  |  |  |  |  |
|                        | Nouvelle politique primaire (NP)                        | 1 421     | 0,21  | 3,53  | 0      | en stagnation |  |  |  |  |  |  |  |  |
|                        | Parti du cannabis-Lumière verte (PC-LV)                 | 933       | 0,14  | Nv.   | 0      | en stagnation |  |  |  |  |  |  |  |  |
|                        | Front national catalan (FNC)                            | 923       | 0,14  | Nv.   | 0      | en stagnation |  |  |  |  |  |  |  |  |
|                        | Parti communiste des travailleurs de Catalogne (PCTC)   | 730       | 0,11  | Nv.   | 0      | en stagnation |  |  |  |  |  |  |  |  |
|                        | Alliance de la gauche républicaine d'Espagne (AIRES)    | 368       | 0,05  | Nv.   | 0      | en stagnation |  |  |  |  |  |  |  |  |
|                        | Parti humaniste (PH)                                    | 313       | 0,05  | Nv.   | 0      | en stagnation |  |  |  |  |  |  |  |  |
|                        | Parti Famille et vie (PFyV)                             | 296       | 0,04  | 0,01  | 0      | en stagnation |  |  |  |  |  |  |  |  |
|                        | Unis pour la solidarité internationale (Unidos SI)      | 229       | 0,03  | 0,04  | 0      | en stagnation |  |  |  |  |  |  |  |  |
|                        | Nous sommes identitaires (SOMI)                         | 200       | 0,03  | Nv.   | 0      | en stagnation |  |  |  |  |  |  |  |  |
|                        | Justice et union (JES-UEP)                              | 153       | 0,02  | Nv.   | 0      | en stagnation |  |  |  |  |  |  |  |  |
|                        | Parti du travail (PTDCERV)                              | 91        | 0,01  | Nv.   | 0      | en stagnation |  |  |  |  |  |  |  |  |
|                        | Vote blanc                                              | 6 788     | 1,02  | 0,67  |        |               |  |  |  |  |  |  |  |  |
|                        |                                                         |           |       |       |        |               |  |  |  |  |  |  |  |  |
| Suffrages exprimés     | Suffrages exprimés                                      | 665 746   | 99,06 |       |        |               |  |  |  |  |  |  |  |  |
| Votes nuls             | Votes nuls                                              | 6 307     | 0,94  |       |        |               |  |  |  |  |  |  |  |  |
| Total                  | Total                                                   | 672 053   | 100   | -     | 41     | en stagnation |  |  |  |  |  |  |  |  |
| Abstention             | Abstention                                              | 437 063   | 39,41 |       |        |               |  |  |  |  |  |  |  |  |
| Inscrits/Participation | Inscrits/Participation                                  | 1 109 116 | 60,59 |       |        |               |  |  |  |  |  |  |  |  |